# Laura Stephens
Laura Kathleen Stephens (Londres, 2 de junio de 1999) es una deportista británica que compite en natación, especialista en el estilo mariposa. Ganó una medalla de oro en el Campeonato Mundial de Natación de 2024 y una medalla de oro en el Campeonato Europeo de Natación de 2021.

## Palmarés internacional
| Campeonato Mundial | Campeonato Mundial | Campeonato Mundial | Campeonato Mundial |
| Año                | Lugar              | Medalla            | Prueba             |
| ------------------ | ------------------ | ------------------ | ------------------ |
| 2024               | Doha (Catar)       | Medalla de oro     | 200 m mariposa     |
| Campeonato Europeo |                    |                    |                    |
| Año                | Lugar              | Medalla            | Prueba             |
| 2021               | Budapest (Hungría) | Medalla de oro     | 4 × 100 m estilos  |